# Reek of Putrefaction
Reek of Putrefaction es el primer álbum de estudio de la banda inglesa de metal extremo Carcass, lanzado en julio de 1988 por el sello discográfico Earache Records.
La cubierta original del álbum fue prohibida y más tarde fue sustituida por una más accesible a la audiencia.
La cubierta de Reek of Putrefaction también fue utilizada en el álbum Symphonies of Sickness pero con un esquema de color diferente. En los años 2002/2003 la carátula original del álbum fue autorizada de nuevo.
Reek of Putrefaction fue reeditado en CD por primera vez en 1989 por Earache Records y fue remasterizado con el álbum Symphonies of Sickness lo cual da una duración de 76:25 minutos.
En septiembre del 2008 la reedición fue totalmente remasterizada en un Dualdisc (CD y DVD combinado) en un paquete digital de lujo el cual salió con el mini documental Medical.

## Lista de canciones
1. Genital Grinder - 01:32
2. Regurgitation of Giblets - 01:24
3. Maggot Colony - 01:37
4. Pyosisified (rotten to the Gore) - 02:55
5. Carbonized Eye Sockets - 01:11
6. Frenzied Detruncation - 00:59
7. Vomited Anal Tract - 01:45
8. Festerday - 00:22
9. Fermenting Innards - 02:35
10. Excreted Alive - 01:21
11. Suppuration - 02:19
12. Foeticide - 02:46
13. Microwaved Uterogestation - 01:24
14. Feast on Dismembered Carnage - 01:27
15. Splattered Cavities - 01:54
16. Psychopathologist - 01:18
17. Burnt to a Crisp - 02:43
18. Pungent Excruciation - 02:31
19. Manifestation of Verrucose Urethra - 01:02
20. Oxidised Razor Masticator - 03:13
21. Mucopurulence Excretor - 01:09
22. Malignant Defecation - 02:14

## Formación
- Jeff Walker: bajo/vocalista
- Bill Steer: guitarra/vocales
- Ken Owen: batería/vocales